# Condado de Kartuzy
Nota linguística: Não confundir hrabstwo (condado) com powiat (divisão administrativa)..
Kartuzy (polaco: powiat kartuski; em cassúbio:  Kartësczi Pòwiôt) é um powiat (condado) da Polónia, na voivodia de Pomerânia. A sede é a cidade de Kartuzy. Estende-se por uma área de 1120,04 km², com 107 859 habitantes, segundo os censos de 2005, com uma densidade 96,3 hab/km².

## Divisões admistrativas
O condado possui:
Comunas urbana-rurais: Kartuzy, Żukowo
Comunas rurais: Chmielno, Przodkowo, Sierakowice, Somonino, Stężyca, Sulęczyno
Cidades: Kartuzy, Żukowo

## Demografia
População (dados de 30 de Junho de 2005):
|          | Total   | Total | Mulheres | Mulheres | Homens  | Homens |
| -------- | ------- | ----- | -------- | -------- | ------- | ------ |
|          | pessoas | %     | pessoas  | %        | pessoas | %      |
| Total    | 107 859 | 100   | 53 929   | 50       | 53 930  | 50     |
| Cidades  | 21 690  | 100   | 11 233   | 51,8     | 10 457  | 48,2   |
| Povoados | 86 169  | 100   | 42 696   | 49,5     | 43 473  | 50,5   |